# عفص (مادة)

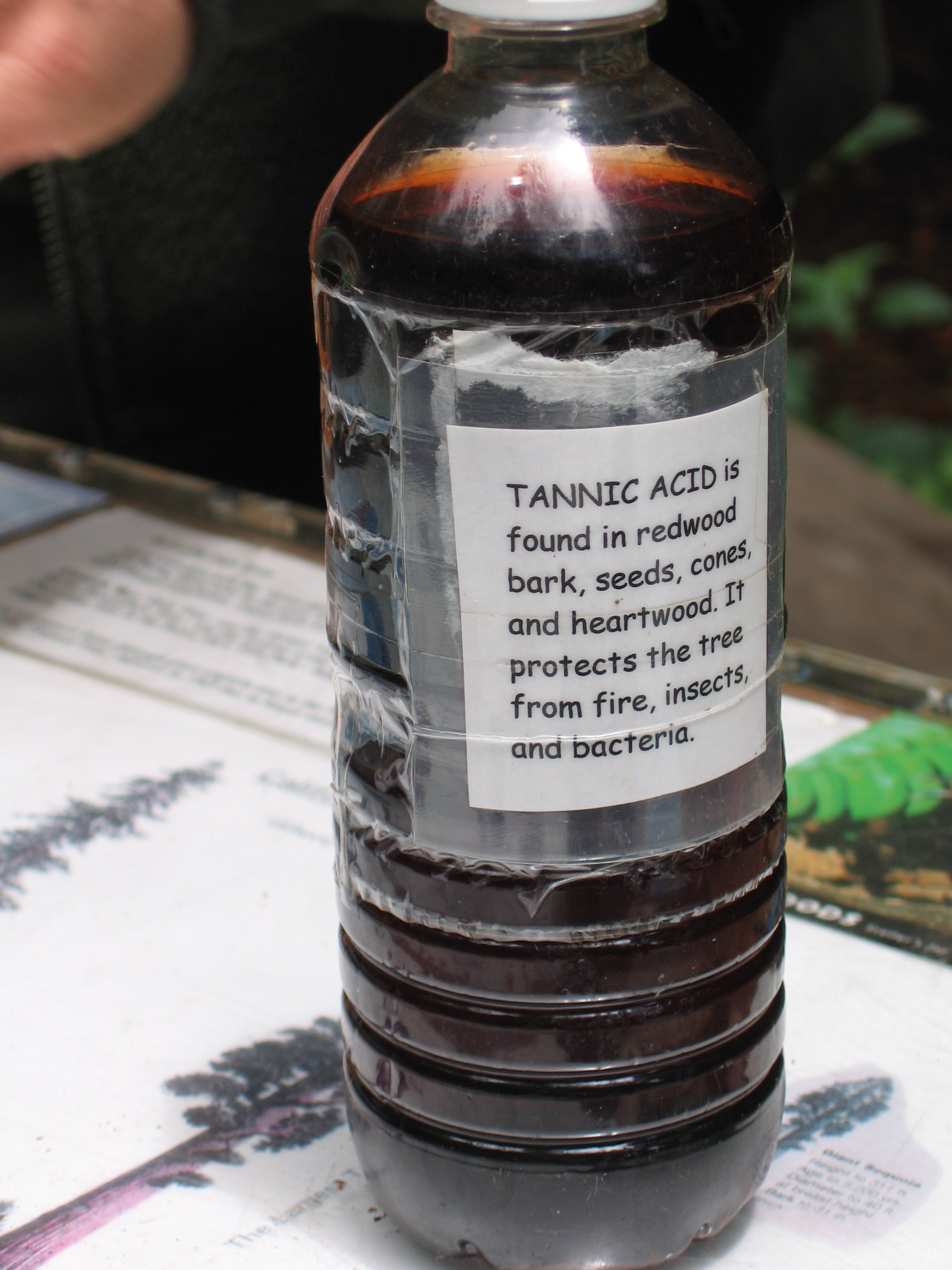
عبوة محلول حمض التانيك في ماء

حمض التانيك، نوع من الأعفاص

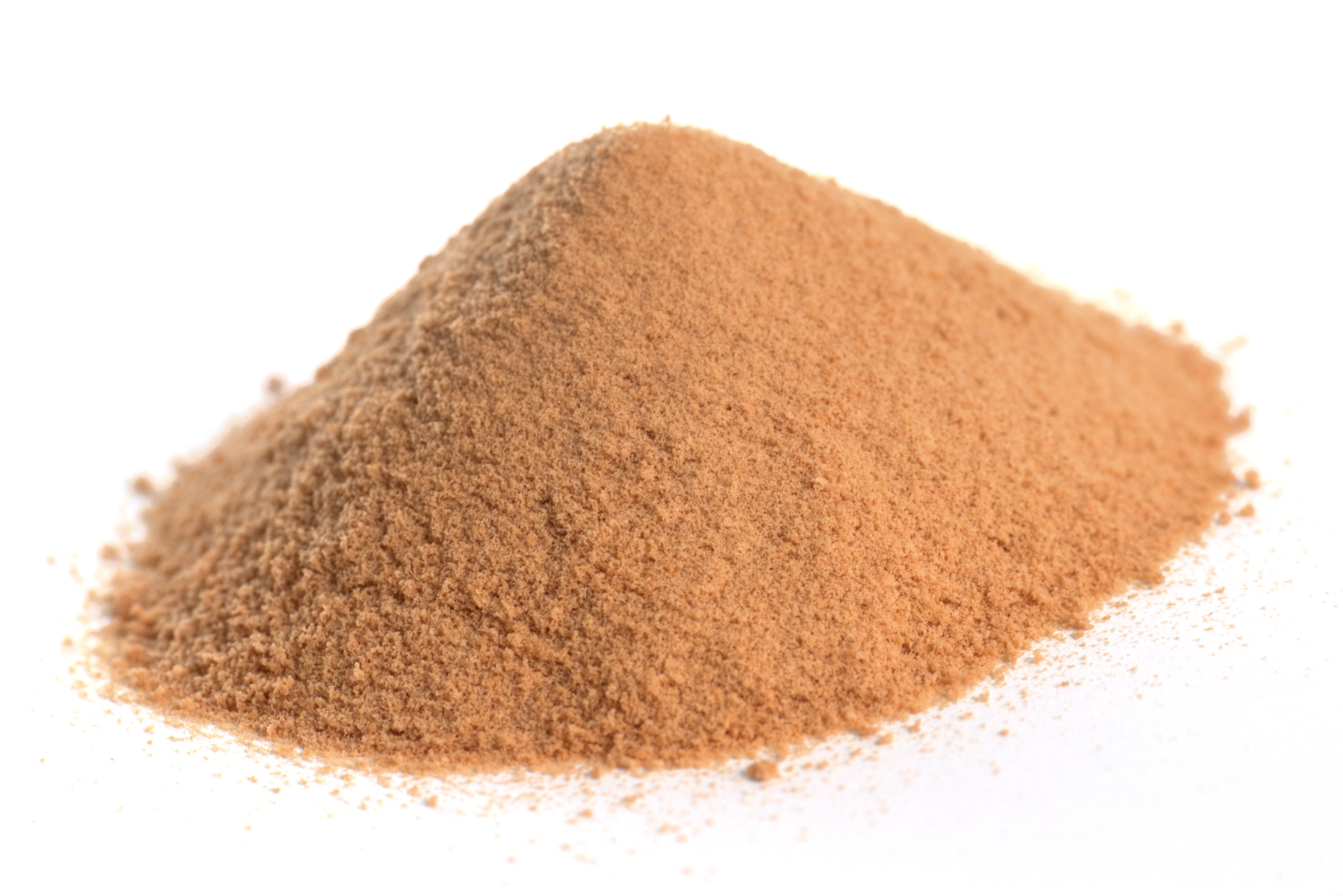
مسحوق عفص (خليط من مركبات)

العفص (أو التانين) هي محتويات فجوية ذات خواص فينولية، توجد ذائبة أو مترسبة في خلايا النسيج الضام أو الحشوي لعديد من الأنواع النباتية. هي مادة فينولية تقوم بترسيب البروتينات ومختلف المركبات العضوية منها الأحماض الأمينية والقلويدات.
تنتشر الأعفاص في عديد من أنواع النباتات، حيث تلعب دورًا في حماية النبات (تعمل كمبيد للآفات) وقد تساعد في تنظيم نمو النبات. وهو قابض يسبب جفاف في الفم بعد تناول فاكهة غير ناضجة أو نبيذ أحمر أو شاي. إن تدمير أو تعديل العفص مع مرور الوقت يلعب دورًا مهمًا عند تحديد أوقات الحصاد.
تتراوح الأوزان الجزيئية للأعفاص من 500 إلى أكثر من 3000 (إسترات حمض الغاليك) وما يصل إلى 20000 دالتون (بروانثوسيانيدات).

## أنواعه
1- عفص قابل للتحلل:
وهو عبارة عن أحماض فينولية مرتبطة بجلوكوز، وتوجد في الراوند والقرنفل والرمان والكافور.
2- عفص مكثف:
وهو عبارة عن فلافونيد ويختلف عن النوع الأول بعدم ارتباطه بجلوكوز، ويوجد في القرفة والشاي.

## العفص الكاذب
العفص الكاذب يكون وزنه الجزيئي أقل من وزن العفص، ويوجد في الراوند والكاكاو والقهوة.

## استخدامات العفص
صناعيًا
يستخدم في دبغ جلود الحيوانات وصناعة الحبر.
طبيًا
يستخدم كمادة قابضة ولتخثر الدم ومضاد للإسهال ويستعمل في حالات التسمم بالمعادن والقلويدات.